# Matti Haupt

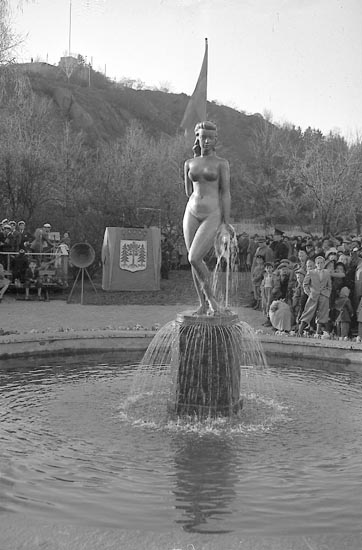
Flicka med flätor i Uddevalla

Carl Gustaf Mattias "Matti" Haupt, född 8 maj 1912 i St Petersburg död 11 oktober 1999 i Helsingfors, var en finländsk skulptör och bildkonstnär.

## Levnadsbana
Matti Haupt studerade 1928 - 1932 vid Finska Konstföreningens ritskola i Helsingfors och följande år under Wäinö Aaltonen. Han fortsatte i Italien i Academia Reale Monza i Milano 1937 - 1939, där han också hade sin första större utställning 1938.
Vid krigsutbrottet 1939 inkallades Matti Haupt och hemförlovades slutligt först 1944. Under resten av 1940-talet och hela 1950-talet var han mycket produktiv och fick många offentliga uppdrag liksom också uppdrag av industrin och affärslivet att utsmycka flera huvudkontor.

## Verk av Matti Haupt i Sverige
Haupt blev god vän med skeppsredaren Gustaf B Thordén under dennes vistelse i Helsingfors och fick av honom i uppdrag att göra en staty till Margretegärdeparken i Uddevalla. Statyn "Flicka med flätor" blev färdig 1949 och bilderna till höger torde vara från invigningstillfället. Efter redarens död fick Haupt också göra en byst av Gustaf Thordén. Den finns i aulan på rederiets huvudkontor (numera Uddevalla stadshus). Inne i entrén till Södersjukhuset i  Stockholm finns marmorstatyn "Sittande flicka" som är gjord av Matti Haupt. Den är huggen i "ROMA 1938".

## Andra kända verk
Matti Haupt blev snart känd som en mästare i att skulptera unga kvinnor och hans najader finns i flera städer i Finland. I Stationsparken i Åbo finns "Aino" från 1950. Vid Pynike i Tammerfors finns "Guldlock" i brons från 1953. En kopia i marmor som han gjorde samtidigt finns i simhallen i Pynike. På stortorget i Lahtis finns en fontän av Haupt, liksom också på Högholmens zoo i Helsingfors. På Åland finns ett sjöfartsmonument. Några lätt fosterländska verk finns också; en marmorbyst av president K J Ståhlberg i riksdagshuset Helsingfors, "Stockflottaren" i Kuusankoski och bland annat en relief på fasaden till dåvarande FÅAs kontor vid Södra Kajen 8, om hörnet vid Magasinsgatan. Mest långväga uppdraget var en fontän i Madrid.

## Utmärkelser
- Medaljen Pro Finlandia 1950
- Stella solidarita Italiana II
- Tapperhetsmedaljer från krigstjänstgöringen